# Szofján Búfál
Szofiane Bufal (arabul: سفيان بوفال; Párizs, Franciaország, 1993. szeptember 17. –) marokkói válogatott labdarúgó, a katari Al-Raján középpályása.

## Pályafutása

### Angers
Bufal az Angers SCO ifiakadémiáján nevelkedett, majd 2012 augusztusában, az FC Istres ellen mutatkozott be az első csapatban. A következő szezonban, szintén az Istres ellen kapott először lehetőséget kezdőként, egy 4-2-re megnyert bajnokin.

### Lille
2015. január 9-én leigazolta a Ligue 1-ben szereplő Lille OSC, ahol hamar bekerült az első csapatba és a 2014/15-ös szezon hátralévő részében 14 bajnokin játszott és három gólt szerzett. A következő idény még jobban sikerült a számára, minden sorozatot egybevéve 35 mérkőzésen kapott lehetőséget és 12 alkalommal volt eredményes, amivel több neves csapat figyelmét is felhívta magára.

### Southampton
2015. augusztus 29-én a Southampton bejelentette, hogy leigazolta Bufalt. Az átigazolás összegét egyik fél sem hozta nyilvánosságra, de egyes források szerint 16 millió fontot fizetett érte az angol klub.

### A válogatottban
A marokkói válogatottban 2016. március 26-án, egy Zöld-foki Köztársaság elleni afrikai nemzetek kupája-selejtezőn mutatkozott be.

## Statisztika

### A válogatottban
| Válogatott | Év       | Pályára lépés | Gól |
| ---------- | -------- | ------------- | --- |
| Marokkó    | 2016     | 3             | 0   |
| Marokkó    | 2017     | 2             | 0   |
| Marokkó    | 2018     | 3             | 0   |
| Marokkó    | 2019     | 8             | 0   |
| Marokkó    | 2021     | 6             | 1   |
| Marokkó    | 2022     | 17            | 5   |
| Marokkó    | 2023     | 3             | 1   |
| Összesen   | Összesen | 42            | 7   |

#### Góljai a válogatottban
| # | Időpont              | Helyszín                                          | Ellenfél | Gólok | Eredmény | Kiírás                          |
| - | -------------------- | ------------------------------------------------- | -------- | ----- | -------- | ------------------------------- |
| 1 | 2021. október 12.    | Stade Moulay Abdallah, Rabat, Marokkó             | Guinea   | 4–1   | 4–1      | 2022-es VB-selejtező            |
| 2 | 2022. január 10.     | Stade Ahmadou Ahidjo, Yaoundé, Kamerun            | Ghána    | 1–0   | 1–0      | 2021-es afrikai nemzetek kupája |
| 3 | 2022. január 18.     | Stade Ahmadou Ahidjo, Yaoundé, Kamerun            | Gabon    | 1–1   | 2–2      | 2021-es afrikai nemzetek kupája |
| 4 | 2022. január 30.     | Stade Ahmadou Ahidjo, Yaoundé, Kamerun            | Egyiptom | 1–0   | 1–2      | 2021-es afrikai nemzetek kupája |
| 5 | 2022. szeptember 23. | RCDE Stadion, Barcelona, Spanyolország            | Chile    | 1–0   | 2–0      | Barátságos mérkőzés             |
| 6 | 2022. november 17.   | Sardzsa Stadion, Sardzsa, Egyesült Arab Emírségek | Grúzia   | 3–0   | 3–0      | Barátságos mérkőzés             |
| 7 | 2023. március 25.    | Ibn Batúta Stadion, Tanger, Marokkó               | Brazília | 1–0   | 2–1      | Barátságos mérkőzés             |

## Külső hivatkozások
- Sofiane Boufal pályafutásának statisztikái a Soccerbase oldalon (angolul)